# Кузьмін Микола Михайлович (військовик)
Микола Михайлович Кузьмін (21 грудня 1919 року — 9 лютого 1963 року) — командир роти 93-ї танкової бригади (4-а танкова армія, 1-й Український фронт), лейтенант. Герой Радянського Союзу (1945).

## Біографія
Микола Михайлович Кузьмін народився 21 грудня 1919 року в с. Гаврилково, нині в межах міста Рибінська Ярославської області.
Національність — росіянин. Занінчив 7 класів. Член КПРС із 1944 року. Працював на моторобудівному заводі в м. Рибінську. Після евакуації — на моторобудівному заводі в Уфі.
Призваний до Червоної армії з Уфи в жовтні 1942 року. Закінчив Камишинське танкове училище.
Воював на 1-му Українському фронті. Лейтенант М. М. Кузьмін відзначився в боях 30-31 січня 1944 року при відбитті контрудару противника біля населеного пункту Зофієнталь.
Із 1946 року старший лейтенант М. М. Кузьмін — у запасі. Працював у органах держбезпеки.
Помер 9 лютого 1963 року. Похований у Санкт-Петербурзі на Ново-Волковському кладовищі.

## Подвиг
«Командир роти 93-ї танкової бригади (4-та танкова армія, 1-й Український фронт) лейтенант М. М. Кузьмін у боях 30-31 січня 1944 р. при відбитті контрудару противника біля населеного пункту Зофієнталь (13 км південніше м. Гура, Польща) знищив два ворожих танки, 5 гармат і до 150 гітлерівців».
Звання Героя Радянського Союзу М. М. Кузьміну присвоєно 10 квітня 1945 року.

## Нагороди
- Медаль «Золота Зірка» Героя Радянського Союзу;
- орден Леніна;
- орден Вітчизняної війни I ступеня;
- орден Вітчизняної війни II ступеня;
- інші медалі.